# Brenda Hale
Brenda Marjorie Hale, barones Hale of Richmond, DBE, PC, QC, beter bekend als Lady Hale (Leeds, 31 januari 1945), is een Britse rechter en de huidige voorzitter van het Hooggerechtshof van het Verenigd Koninkrijk.
In 2004 trad ze toe tot het Hogerhuis als Lord of Appeal in Ordinary. Zij is anno 2019 de enige vrouw die in deze functie is benoemd. Ze fungeerde als Law Lord tot 2009 toen ze, samen met de andere Law Lords, overging naar het nieuwe Hooggerechtshof. Daar was ze vice-voorzitter van 2013 tot 2017.
Op 5 september 2017 werd Hale benoemd tot voorzitter en op 2 oktober 2017 als zodanig beëdigd. Hale is een van de drie vrouwen die zijn benoemd tot lid van het Hooggerechtshof.
Sinds 30 juli 2018 is Hale daarnaast een niet-permanente rechter van het Court of Final Appeal van Hong Kong. Naast Beverley McLachlin is zij de eerste vrouw die in dat hof dient.
Hale is erevoorzitter van de Cambridge University Law Society en "visitor" van Girton College van de Universiteit van Cambridge.

## Vroege leven
Hale was de middelste van drie dochters van een echtpaar van twee hoofdonderwijzers. Ze ging naar de middelbare school in Richmond in North Yorkshire en studeerde later aan het Girton College in Cambridge rechten. Nadat ze assistent-docent in de rechten aan de Universiteit van Manchester was, werd ze toegelaten als advocaat in 1969, met de beste examenuitslag voor dat jaar.
Hale werkte parttime als advocaat en bracht 18 jaar voornamelijk door in de academische wereld, en werd in 1986 hoogleraar in de rechten te Manchester. Twee jaar eerder werd ze de eerste vrouw en jongste persoon die werd benoemd in de Law Commission, die toezicht hield op een aantal belangrijke hervormingen in het familierecht gedurende haar negen jaar bij de Commissie. In 1989 werd ze benoemd tot Queen's Counsel, een titel waarmee ze bij de hogere gerechtshoven mocht pleiten.

## Juridische loopbaan
Lady Hale werd in 1989 benoemd tot recorder (deeltijds circuit judge) en in 1994 tot rechter in de afdeling familierecht bij het High Court of Justice. Bij haar benoeming werd zij, zoals gebruikelijk, benoemd tot Dame Commander of the Order of the British Empire (DBE). In 1999 volgde Hale Dame Elizabeth Butler-Sloss bij het Court of Appeal, waarmee ze tegelijkertijd werd benoemd in de Privy Council.
Op 12 januari 2004 werd ze benoemd tot de eerste vrouwelijke Lord of Appeal in Ordinary en werd voor het leven in het Hogerhuis benoemd als barones Hale van Richmond, van Easby in het graafschap North Yorkshire, onder de Appellate Jurisdiction Act 1876.
In juni 2013 werd ze benoemd tot vicevoorzitter van het Hooggerechtshof van het Verenigd Koninkrijk, als opvolger van Lord Hope van Craighead.
In september 2017 werd ze benoemd tot voorzitter van het Hooggerechtshof als opvolger van Lord Neuberger van Abbotsbury.
In 2018 werd Hale genomineerd als niet-permanente rechter aan het Hooggerechtshof van Hong Kong, waar het vaker voorkomt dat buitenlandse rechters uit common lawlanden worden benoemd in een tijdelijke functie. De benoeming werd door de Chief Executive van Hong Kong Carrie Lam geëvalueerd en trad op 30 juli 2018 in werking voor een periode van 3 jaar.
In december 2018, tijdens een interview ter gelegenheid van het honderdjarig bestaan van een Britse wet uit 1919 die barrières ontmantelde die vrouwen beletten beroepen uit te oefenen, betoogde Hale dat de rechterlijke macht diverser moest worden zodat het publiek meer vertrouwen in rechters zou krijgen. Hale riep op tot een evenwichtiger vertegenwoordiging van het geslacht aan het hoogste gerechtshof van het Verenigd Koninkrijk en tot snellere vooruitgang bij het bevorderen van mensen met een etnische achtergrond met een minderheid en een "minder bevoorrecht leven". Hale maakte echter tegelijkertijd bezwaar tegen het idee van positieve discriminatie, omdat "niemand het gevoel wil hebben dat ze de baan op een andere manier hebben gekregen dan op hun eigen verdiensten".
In 2019 kreeg Hale internationale aandacht toen ze namens het hooggerechtshof uitsprak dat de prorogatie van het Britse parlement door Boris Johnson illegaal was.

## Privéleven
In 1968 trouwde Hale met Anthony Hoggett, een collega-docent rechten in Manchester, met wie ze een dochter kreeg. Het huwelijk werd ontbonden in 1992, en in hetzelfde jaar trouwde ze met Julian Farrand, voormalig hoogleraar rechten in Manchester, pensioensombudsman en collega van Hale in de Law Commission.
In april 2018 trad Hale op in de BBC-kookshow MasterChef.

## Overige
Hale ontving een eredoctoraat van de Universiteit van Salford, waar het hoofdgebouw van de opleiding rechten naar haar is vernoemd. In 2006 ontving ze een Honorary Doctorate of Laws (LLD) van de University of Hull. In 2007 ontving ze een eredoctoraat van de Universiteit van Reading. In 2011 ontving Hale een eredoctoraat van de Universiteit van Kent.
Op 10 september 2015 gaf ze de Caldwell Public Lecture aan de Universiteit van Melbourne, Australië, over het onderwerp "Bescherming van de mensenrechten in de Britse rechtbanken: wat doen we verkeerd?".
Op 2 november 2018 gaf ze een SLS Centenary Lecture aan de Universiteit van Essex, Verenigd Koninkrijk, over het onderwerp "All Human Beings? Reflectie op de 70e verjaardag van de Universele Verklaring van de Rechten van de Mens".
In 2016 ontving ze een eredoctoraat van de rechten van de Universiteit van Worcester en gaf ze de jaarlijkse Worcester Lecture door de gezamenlijke uitnodiging van Worcester Cathedral Dean and Chapter en de Universiteit van Worcester op 21 februari 2019 getiteld 'Moral Courage in the Law'.
In 2019 ontving ze een Edge Doctor of Laws (LLD) van Edge Hill University.